# グランドピアノ

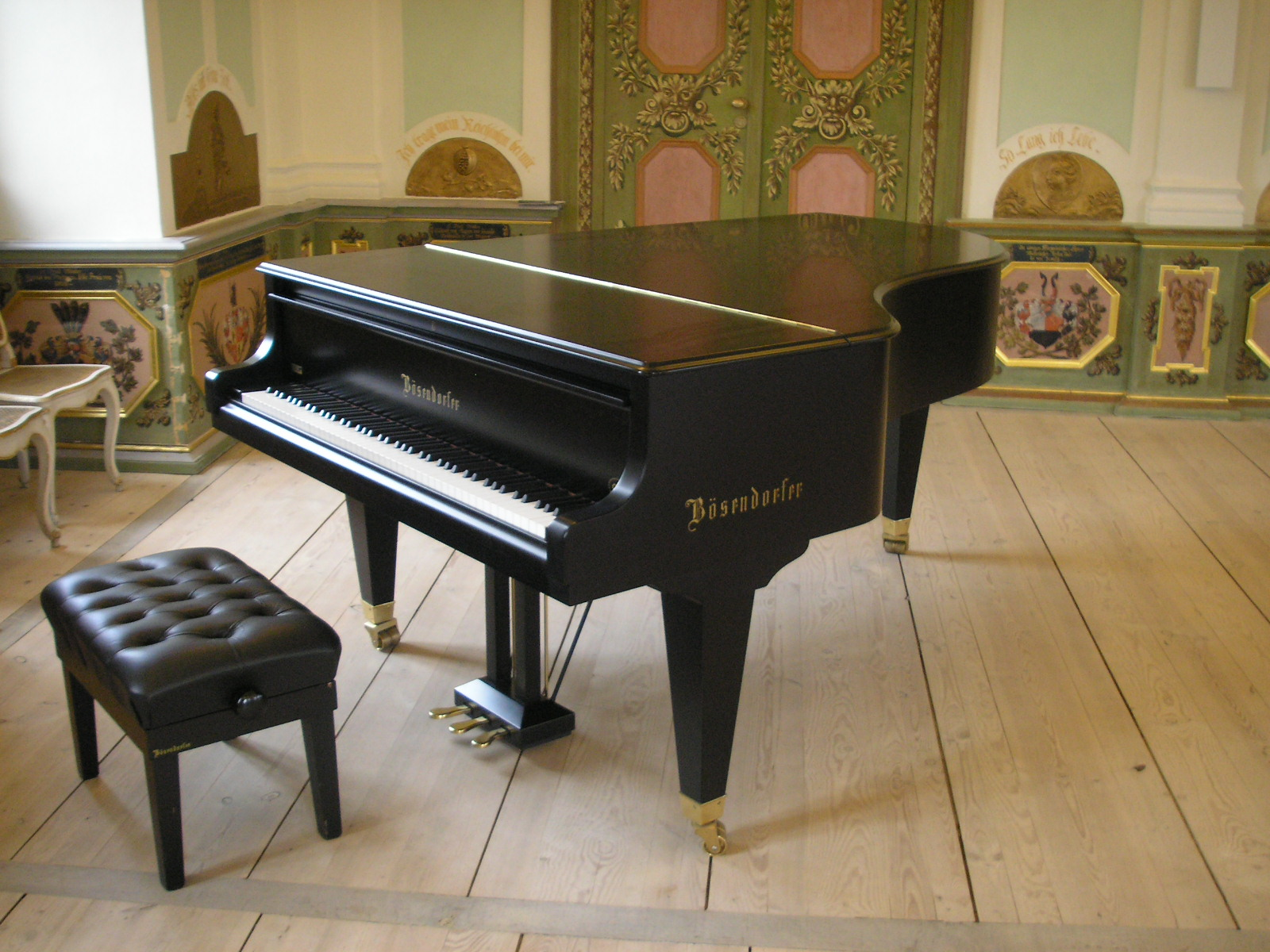
大屋根を閉じた状態のベーゼンドルファー製グランドピアノ

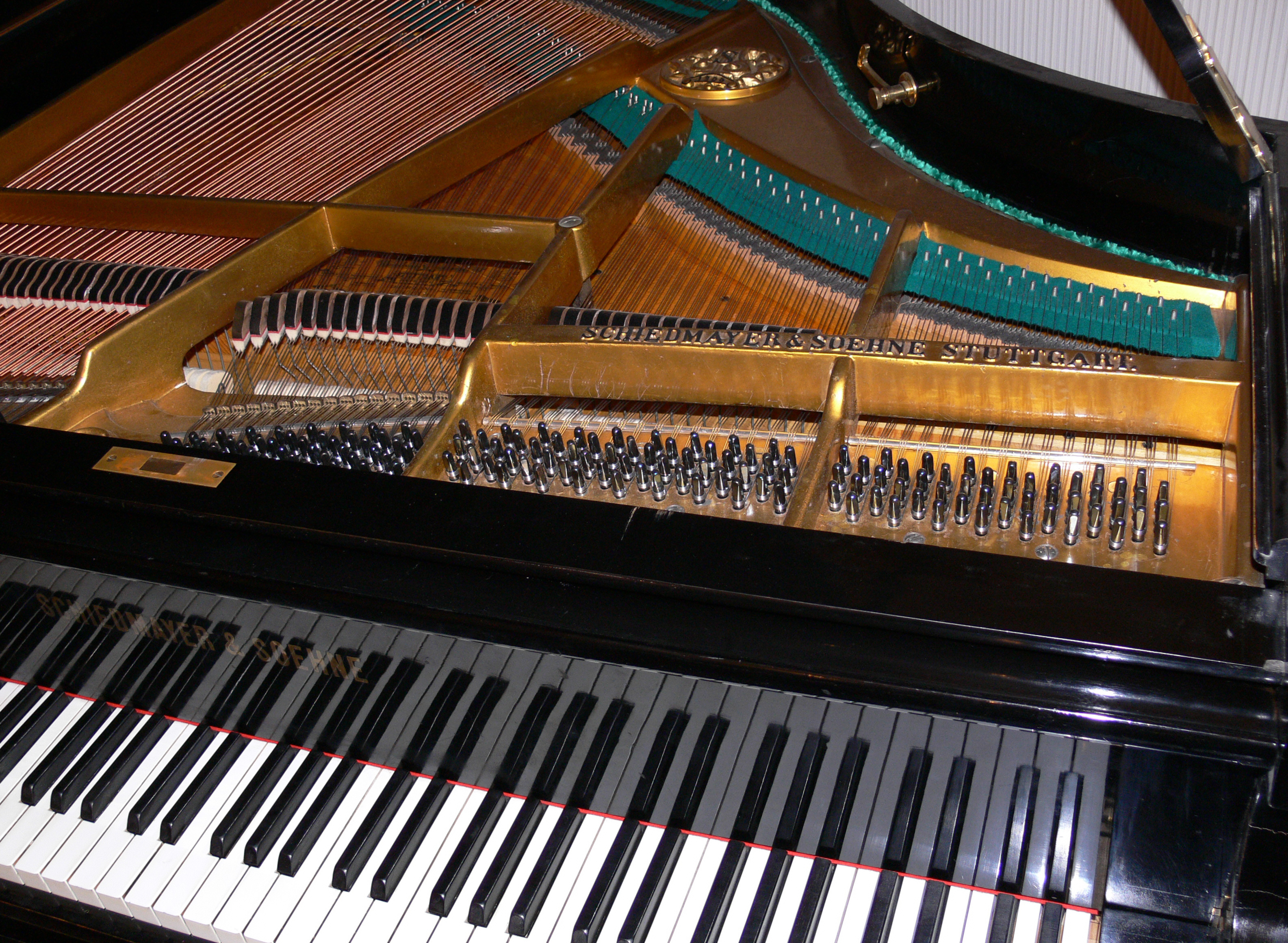
1920年代のシードマイヤー製グランドピアノの鍵盤、フレーム（鉄骨）、弦

グランドピアノ（英: Grand piano）は、ピアノの一種。グランドピアノのボディ（胴体）は（他にもいろいろあるが特に）弦を保持するフレーム（鉄骨）と響板から構成され、3本の脚の上に水平に置かれている。これらを合わせると全高は約1メートルに達する。グランドピアノの形状はチェンバロが規範となっている。
曲線状のボディ形状が鳥の翼に似ているため、ドイツ語では翼を意味する「Flügel（フリューゲル）」と呼ばれる。フランス語では「piano à queue」（しっぽのあるピアノ）と呼ばれる。英語のGrandは「壮大な、豪華な」という意味である。
ボディの端から鍵盤、アクション、ピン板がある。側板の上部は開閉できる大屋根で覆われており、大屋根を開けることで音を上方にうまく逃がすことができる。グランドピアノの下側は、18世紀のかなり初期の楽器を例外として、通常は開放されている。ペダルが取り付けられている構造体は「リラ lyre」と呼ばれる（同名の古代ギリシアの竪琴と形状が似ているため）。
アップライトピアノが空間や費用面での理由から主に家庭や学校で使われる場面が多いのに対して、音の持続性があり一般的に違いを付けた演奏ができるグランドピアノは熱心に取り組むアマチュア奏者やプロの演奏家のための楽器である。コンサートホールには複数のメーカーのグランドピアノが常設されていることが多く、学校でも音楽室・講堂・ホールや、音響的には難があるものの全校の学生が集まって式典等を行う場を兼ねる体育館のステージ上などにおいてはグランドピアノが設置してあるケースは多い。

### 構造の概略図

## 構成要素

### ボディ
ボディは支柱とともにグランドピアノの全ての構成要素を支える。外側の輪郭、いわゆる「リム（外枠）」は今日はほぼ例外なく長い硬材の層をのりで貼り合わせ、プレス加工により作られる。高級な楽器では、カエデの合板が好まれる。この製造法は1878年のC・F・セオドア・スタインウェイの発明に遡る。グランドピアノのボディが個々の部品から組み立てられる前は、湾曲したS字形の厚板の製造に最も苦心した。ベーゼンドルファーの大型グランドピアノは今日でも合板ではなく無垢材で内リムが作られている。
グランドピアノのボディの底部にある支柱は太く、かんながけされた、溝付きの、ほぞ継ぎされた角材から作られ、以下の役割を果たしている。
- 脚柱とリラの取り付け
- 響板と鋳造フレームのための台
- グランドピアノの輪郭の形状の保持

一部の製造業者では、響板の働き（曲率、勾配、調律の安定性）はリムの輪郭の精密な形状の保持に依存している。その他の製造業者では、響板は調節可能なリムの輪郭によって曲げられている（例: メイソン・アンド・ハムリン）。
棚板は鍵盤を含むアクションを支え、溝付き木材で作られる。棚板の後ろにはダムと呼ばれる板が横に渡されており、その上部にダンパーが位置する。ダムは演奏機構と音響システムを分けている。
グランドピアノの蓋は開けることができ、もし必要であれば外すこともできる。以前はボディはシェラックを使って入念に仕上げられていた。米国では、サテンブラック仕上げの塗装が一般的である。
現在ヨーロッパとアジアにおいて製造されたピアノのボディの目に見える部分は大抵ポリエステル仕上げがなされている。色は大抵艶のある黒色だが、白色や無色（ワニス仕上げ）の場合もある。何層ものポリエステルラッカー仕上げ、特にポリエステル層の磨きは専門的な仕事である。この作業は可燃性の研削屑が生じるため危険であり、専門設備を備えた作業場でのみ行うことができる。
通常はリムと支柱が完成した後に音響システム（鋳造フレームと響板）が組込まれる。一部の製造業者（例えばグロトリアン・シュタインヴェーク）はまず支柱と音響システムを組み立て、次に音響システムの周りにリムを作る。

### 鋳鉄フレーム

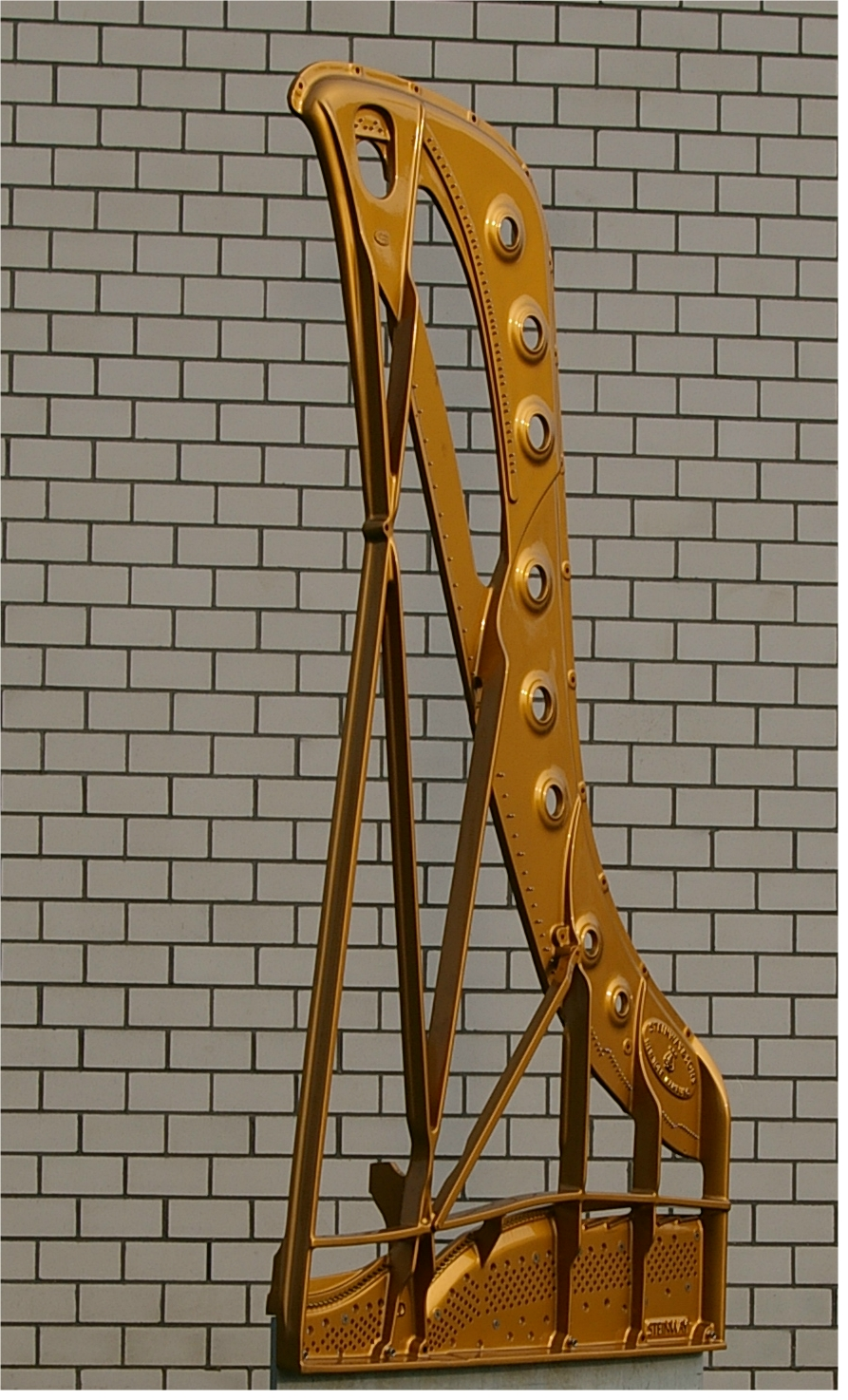
スタインウェイ製コンサートグランドピアノD-274の鋳鉄フレーム

鋳鉄フレームはグランドピアノ内部の支持要素である。フレームは弦による15万から25万ニュートン（重量キログラム換算で1.5から2.5万キログラム重に相当）の張力を支える。以前はもっぱら砂型鋳造だったが、近年は真空鋳造によっても生産されている。真空成形されたフレームはよい表面状態のこともあれば、望ましい表面品質を得るために手作業で修正が必要なこともある。鋳鉄フレームの材料は1840年代以降歴史的にねずみ鋳鉄であったが、個々の製造業者は19世紀末以降はねずみ鋳鉄よりもはるかに高い圧力負荷と曲げ負荷を持つ特殊な鋳造組成を用いることもある。
歴史的に、純木製フレームが鋳鉄フレームの前に使われた。従来よりも大規模なオーディトリアムのために弦の張力が上がり、ハンマーや弦が太くなると、ハンマーの柄をブリッジするために鋼製クランプが使われるようになった。その後、1820年頃から、弦の張力の一部を棒鋼がピン板と弦プレートにボルトで固定されるようになった。次に、一体成形の鋳鉄フレームが登場した。1859年にヘンリー・スタインウェイ・Jr.、1869年にその兄弟のセオドアが、交差弦とピン板のカバーを考案し、今日でも通用するグランドピアノのフレームの設計原理を練り上げた。
今日、新たなグランドピアノおよびフレームを設計するために、CADや有限要素法といった最新ツールが広く使われている。ファツィオリが顕著な例であり、その他中国（海倫〔ハイルン〕）韓国（セジュン）、日本（カワイ、ヤマハ）の会社もソフトウェアを使っている。

### 響板
楽器の音の特徴に大きく寄与する響板は弦の下、響板支えの上に格納される。響板はブリッジ（駒）によって伝達された弦の振動を吸収し、音として周囲に発する。
響板は厚さ約10ミリメートルのトウヒ属（スプルース）材から成り、中心に向かって湾曲（むくり）している。その曲がりは一方では底面に接着された響棒によって安定化され、他方では外力によって形作られる。響板に関して、ピアノ職人はいわゆる駒圧や響板の曲率、低・中・高音における参照弦の変位を測定する。変位の範囲は低音の2ミリメートルから高音の約1ミリメートルに大体なる。今日の響板はより良い振動のために周辺部が最大6ミリメートル程削られる（スタインウェイ家のポール・ビルヒューバーが特許を取得した「横隔膜響板」）。
スプルース材で作られた響板は経年劣化する。スタインウェイや多くのアメリカのピアノ製造業者は、今日の響板の一般的な平均寿命は約50年であると述べており、50年経つとしばしば交換を勧められる。しかしながら、ヨーロッパのピアノ製造業者は古い響板の修復・復元を好むことが多い。そのうえ、響板は温度の安定性や何にもまして比較的均一な湿度を使用上の必要条件とする。理想的には、響板は約50%の相対湿度の環境に置かれるべきである。グランドピアノまたはアップライトピアノの響板は、冬に湿度が許容範囲をはるかに下回ることがある現代住宅では割れることがある。40%の最低湿度が保てないならば、響板を保護するために加湿器の使用が望ましい。グランドピアノは地下またはガレージに決して保管してはならない。こういった場所に置かれたピアノの響板は水をたっぷり含み、次に温度が上がるとしばしば割れる。プロはこれに備えるため中古ピアノを購入する時は木材水分計を使用する。
個々の製造業者は熱帯環境での響板割れを防ぐために響棒がボルトで固定された特殊な響板も提供している（ブリュートナーは標準、スタインウェイはオプション）。
密に育った、狭く均一な木目を持つ響板用のオウシュウトウヒ（スプルース）材はヨーロッパではアルプスの高地、しばしばイタリアのヴァル・ディ・フィエンメ（17世紀には既にクレモナのバイオリン職人が木材を調達していた）、その他チェコなど東欧原産である。米国の供給元は、1920年代からアパラチア産のカナダトウヒの供給が枯渇して以降は、カナダおよびアラスカ産のシトカトウヒを加工している。
現在はスプルース材だけでなく他の材料も使われる。例えば板ガラス製や炭素繊維強化プラスチック製（「フェニックス」システム。フォイリッヒやシュタイングレーバーがオプションで提供）の響板がある。

### ピン板
ピン板は、リムへのインサートまたはフレーム下の隠れたユニットとしてボディの前部に位置している。ピン板にはチューニングピンが打ち込まれており、チューニングピンには弦が巻き付けられている。ピン板は積層硬材（ヨーロッパブナ、カエデ）で作られている。現代グランドピアノでは、ピン板は鋳鉄フレームによって覆われている。これによって印象が良くなる。チューニングピンの保持力と始動トルクは非常に高くなければならないため、ピン板は重要な要素である。ピン板におけるチューニングピンの締付けトルクの不具合は、不十分な調律安定性と楽器の不具合の原因となり、チューニングピンの交換には高額な修理が必要となる。グランドピアノの製造方式に依存して、弦を緩めるだけでなく、骨組構造を取り外さなければならないことも時々ある。

### 鍵盤

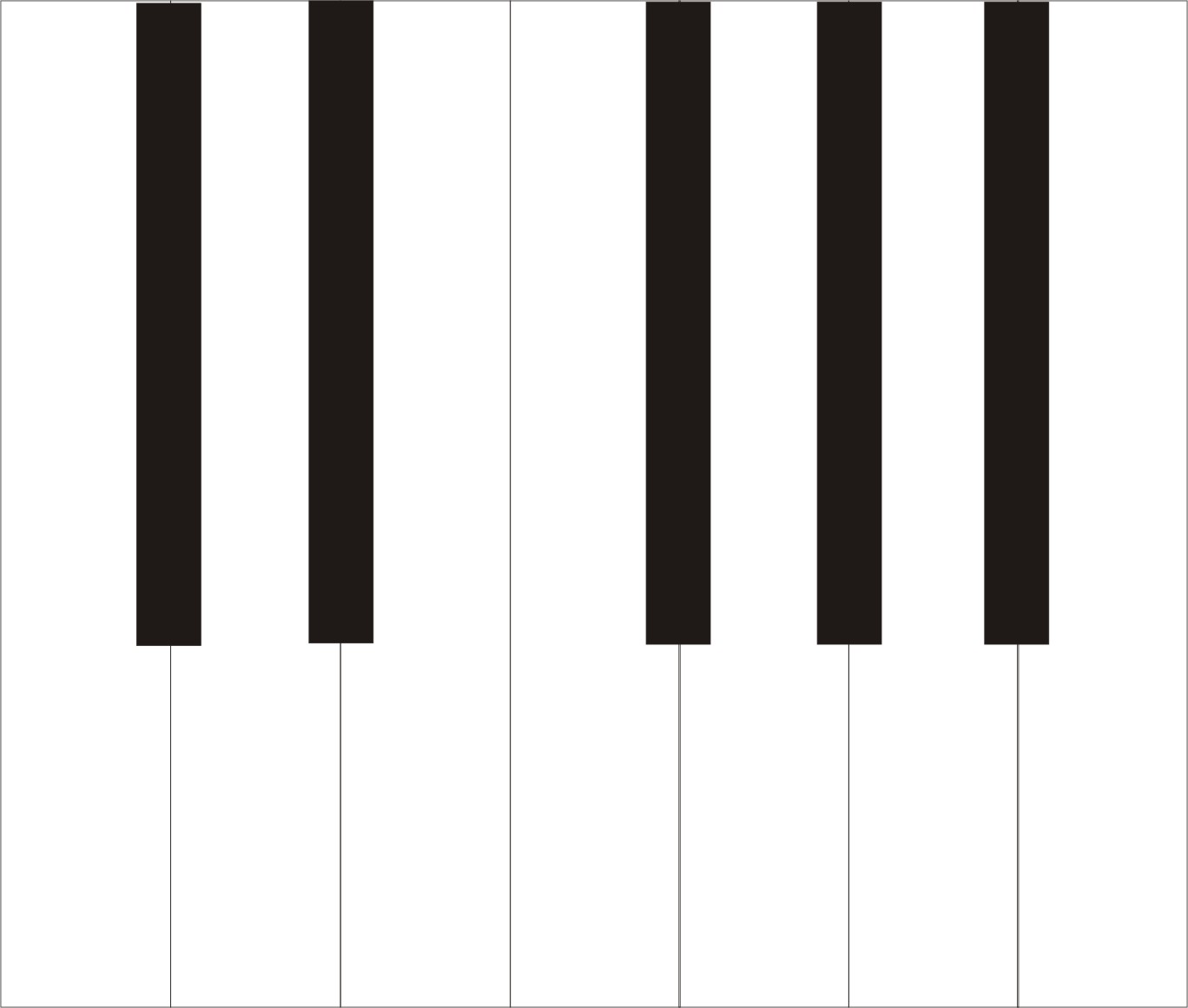
ドレミファソラシド

オクターブ毎に7つの幹音とそれらの間に5つの半音（派生音）があり、合わせると12の鍵がある。幹音（C-D-E-F-G-A-H）は普通は長鍵（普通は白色。鍵盤の下・手前側）上にある。白鍵の表面はかつては象牙製であったが、現在は合成樹脂製で占められている。象牙素材は割れ、欠け、剥離、変色が起こりやすい。5つの短鍵（普通は黒色。鍵盤の上・奥側）は高品質モデルでは今でも黒檀で作られている。現代グランドピアノは大抵88鍵（最低音A0、最高音C8、音域7¼オクターブ）を持つ。オーストラリアのスチュアート&サンズは102鍵のグランドピアノを製造している。
3つ続く黒鍵の中央の鍵のみが隣接する白鍵の間の中央にある。その他の黒鍵は指が届きやすいようにわずかに外側にずれている。
グランドピアノの国際取引では、鍵盤における象牙の使用が問題となることが多い。米国や日本といった国々は素材またはグランドピアノが1980年代以前に製造されたとCITESによって証明されない限り、象牙が使われたグランドピアノが国内に入らないよう厳格に法的規制をしている。これらの規制は厳しく実行される: 象牙が使われたグランドピアノは税関吏によって解体され、所有者はこの種の「サービス」に関する送り状を受け取ることになる。代替素材にはアクリル樹脂や人工象牙、骨、マンモス牙がある。CITESによって保証されたドイツの象牙ストックから、象牙鍵盤の新たに購入は可能である。象牙鍵盤を持つスタインウェイグランドピアノの追加料金は約3千ユーロである（2011年時点）。

### 演奏機構（アクション）
演奏機構（アクション）は鍵の力をハンマーへ伝達し、ハンマーが弦を打つ。ハンマーは木製の芯と長繊維羊毛で作られた圧縮フェルトから成る。ハンマーは下側から弦を打つ。ダンパーはハンマーが打弦する直前に弦から持ち上げられる。鍵を放すと、ダンパーは開始位置に戻り、音を減衰させる。グランドピアノのアクションの部品はセイヨウシデ、カエデ、カバ、合板、また時にはプラスチックで作られている。
1700年頃、バルトロメオ・クリストフォリは初めてチェンバロの撥弦機構をハンマーによる打弦機構に置き換えた。これにより飛躍的に小さな音量（ピアノ）から大きな音量（フォルテ）を使った演奏が可能になった。これがピアノフォルテ（またはフォルテピアノ）の発明である。1825年、セバスチャン・エラールは最小限の鍵の動きで反復的な音を可能にするいわゆるレペティション機構を作った。レペティション機構は今日までグランドピアノにほぼ例外なく搭載されているが、アップライトピアノではめったにない。これ以後、グランドピアノの機構の改良はごくまれにしかなされていない。
ブナ材から成る鍵は、まず板目材を接着し鍵盤の大きさの一枚板に加工し、その後帯のこで単一の鍵へと分割される。鍵の下にある鍵盤骨組は鍵を格納するために使われ、その上にアクション機構が組み立てられる。鍵盤骨組は棚板の上にあり、ウナ・コルダ機能のために横に動かすことが可能である。したがって、全体の演奏機構は、鍵盤カバーと両側の木製ブロック（拍子木）を何段階かの単純な工程で取り外した後に取り外すことができる。知らない人はこの工程に大変驚かされる。グランドピアノの演奏機構は約1万1千個の部品を含み、これは現代の自動車の部品の2倍である。
1870年、セオドア・スタインウェイは鍵の上に全てのアクション部品を格納するための管状金属製フレームを考案し、特許を取得した。真鍮製の管（アクションブラケットのレール部位）には木材が圧入され、さらにその上にハンマーバットとレペティションナットがねじで留められる。これにより（それ以前の機構と比べて）安定性が増した。真鍮製の管はフレームの突起にはんだづけされる。しかし、今日は木材の断面を増大させることによって、そして1960年代以降のアルミニウム材を用いた日本のグランドピアノ製造業者の仕事によって、これに匹敵する、また時にはそれを越える安定性を持つはずである。
1960年代以降、レペティション機構や持ち上げ機構、またはその中の部品に木の代わりにより新しい素材を使おうという広範な試みがなされてきた。ニューヨーク・スタインウェイは1962年から1982年までブッシングにフェルトの代わりにテフロンを使用した。しかしながら、木製部品とテフロンとで季節に伴う寸法の変動が異なるためカチっと音がする不具合を生み、購入者と技術者から不満の声が上がった。ニューヨーク・スタインウェイはこれを不具合と長年認めなかったが、20年たってようやくテフロンの使用を中止した。
1980年代以降、カワイはプラスチックの部品（一部は炭素繊維強化プラスチック）とアルミニウムレールを使ったグランドピアノのアクションを開発してきた。今日の「ウルトラ・レスポンシブ・アクション（日本国外での名称はミレニアム・アクション）」システムおよびヤマハの競合製品は市場でその地位を確立し、信頼できると考えられる。ヨーロッパの部品供給業者はフェルトと木製の部品を信頼し続けている。
ニューヨーク・スタインウェイは近年（2011年）自社でのアクションの製造を中止し、ハンブルク・スタインウェイと同じ供給元（鍵盤はレムシャイトのクルーゲ社、アクションはスタインウェイの構造を引き継いだレンナー社製、ハンマーヘッドはレンナー社製）から部品を入手するようになったため、グランドピアノの全ての部品、製造工程を完全に自社で行っている製造業者はもはや存在しないと言うことができる。アクションの部品は現在全て他の製造業者から購入されている。
鍵盤機構における最新の発展は炭素繊維強化プラスチックで作られたレペティションおよびハンマーである。この演奏機構は米国のWessell, Nickel & Gross社と中国のParsons Music Ltd. （柏斯琴行）がグランドピアノおよびアップライトのために提供している。

### 弦
1台のグランドピアノは約230本の鋼鉄弦を持つ。高音部と中音部では、1音に付き3本の弦が存在する（3弦1コース）。低音域では、1音に付き1本、2本、または3本の銅線（かつては真鍮または鉄線）が巻きつけられた弦（巻弦）が存在する。弦についての各項目（弦の長さ、強度、仕事量、張力など）の計算はグランドピアノの製造で必須であり、楽器の音の特性（例えばインハーモニシティ）を決定する。長い弦は特に低音における音量と音のクリアさにとって有益である。弦が短かくなると、弦はより重くなり、音質はより濁る。したがって、全長180 cm以下の小型グランドピアノは音質の観点からは不利である。
当然の事ながら音の発生源である以上音色に最も影響を与える部位であり、共鳴させるためだけにハンマーに叩かれない共鳴弦を増設するブリュートナー、弦をブリッジで区切って短い共鳴弦とするスタインウェイなど、メーカーによる創意工夫が現れやすい部位でもある。

### リラおよびペダル

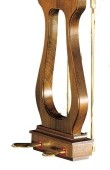
ペダルが付いたリラ

ペダルが取り付けられる構成要素は専門用語で「リラ」と呼ばれる。これは古い楽器の場合、その形状が同名のギリシアの弦楽器と似ていたためである。ペダル操作は音に影響する。
- 右ペダル（「ダンパーペダル」）を踏むと、全てのダンパーが弦から持ち上がり、鍵を叩いて放した後も全ての音が持続する。加えて、ダンパーが解除された弦はその他の音に共鳴し、ピアノにより豊かで、ザワザワした、そしてまたぼやけた音を与える。
- 中央のペダル（「ソステヌートペダル」とも）はフランスで開発され（ジャン＝ルイ・ボワスロ（英語版）、1844年; クロード・モンタル（英語版）、1862年）[4]、米国で特許取得された（アルバート・スタインウェイ、1874年）[5]。今日、ソステヌートペダルはほぼ全てのグランドピアノで（少なくともオプションとして）提供されている。ソステヌートペダルは個別の音を保つために使われる。このペダルを踏むと既に持ち上げられたダンパーが再び落ちるのが妨げられる。一方で、その他全てのダンパーは鍵に反応し続け、鍵を放すと元の位置に戻る。20世紀および21世紀の一部のピアノ作品では、ソステヌートペダルの使用が必須である。
- 左ペダル（「シフトペダル」）を踏むと、鍵盤機構全体が右方向へ移動する。これは、ハンマーが弦コースの3本の弦全てを打たないことを意味する。これがウナ・コルダ（英語版）（1本の弦）という名称の由来である。より正確には、1音につき1本の弦しか持たない低音を例外として、1本の弦が打たれることはない。むしろ、シフトすることでハンマーヘッドのフェルトの通常とは別の部分が弦を打つことになる。一部のピアノ製造業者はハンマーヘッドのこれらの位置はより緩く、柔らかく加工する。これにより音質が変化し、音量がやや小さくなる。

ファツィオリはモデル308のために4番目のペダルを提供している。これは、アップライトにおける弱音ペダルのように、ハンマーを弦に近付け、これによってグランドピアノの左ペダルのように音質を変化させることなく弱音演奏することが容易になる。
シュタイングレーバーはオプションで特別な左ペダル機能を提供している。まず、左ペダルを踏むと、ウナ・コルダシフトが起こり、さらにペダルを踏み込むとハンマーが弦に近付き、弱音のコントロールが容易となる。
フォイリッヒの全てのグランドピアノモデルは「Pédale Harmonique」という第4のペダルを備える。このペダルは1つのペダルで以下の3つの異なる機能を果たす。
- 従来のダンパーペダル
- 「上音共鳴」 - Pédale Harmoniqueの特別な音
- ソステヌートペダル

ペダルが完全に押し下げられると、従来のダンパーペダルと同じ挙動となる。ペダルが中間まで押し下げられると、全てのダンパーが持ち上がるが、演奏され放された鍵のダンパーのみが弦に落ちる。演奏されていないその他の弦はダンパーで消音されないままになる。これによって音の上音（倍音）が響き続ける。

## 大きさと重さ

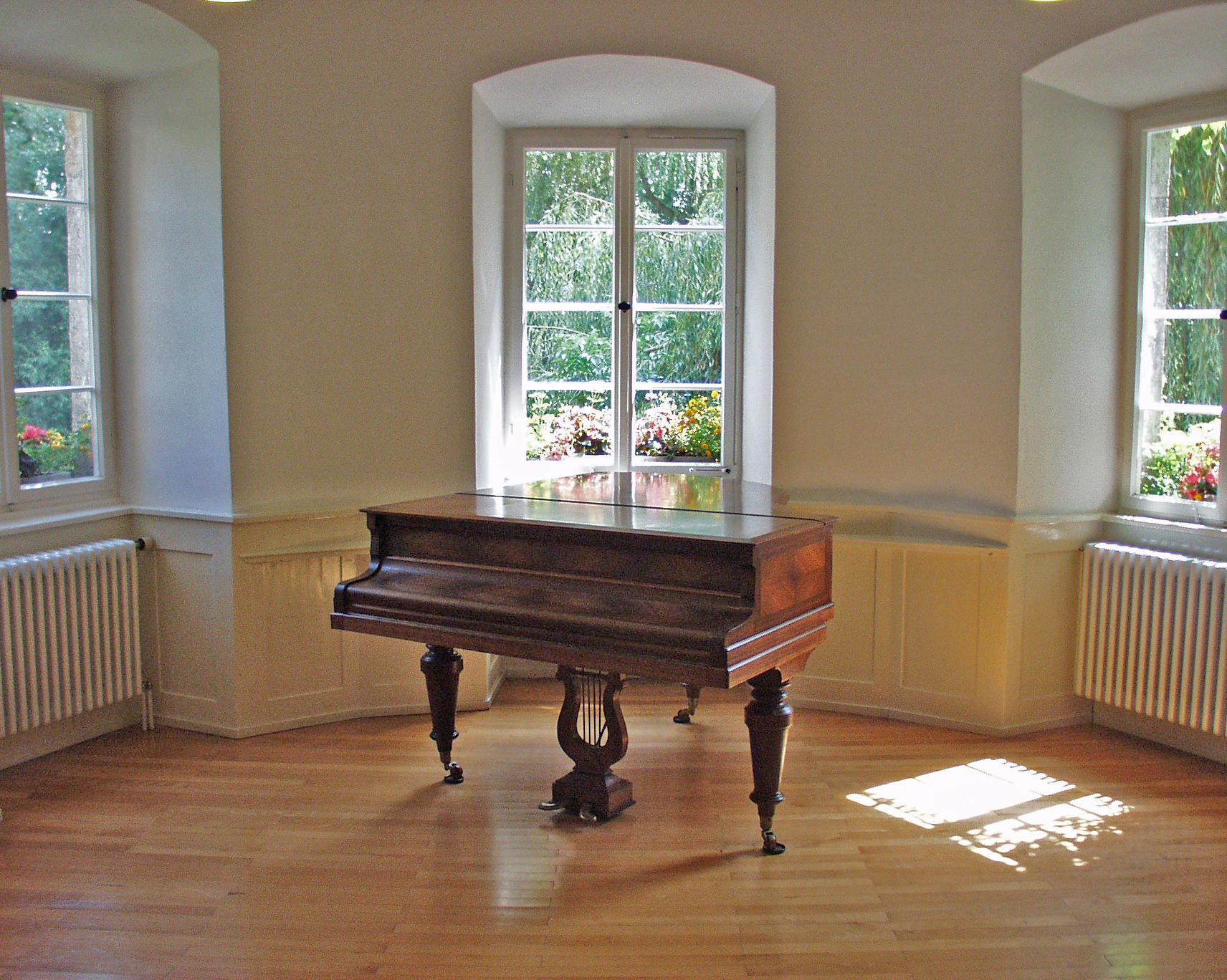
ベヒシュタイン製サロングランドピアノ（1893年）

グランドピアノは多くの異なる大きさで製造される。以下は標準化されていない分類である。
- ベビーグランドピアノ（全長約140から180 cm、重さ約280-350 kg）
- サロン（パーラー）グランドピアノ（全長約180から210 cm、重さ約320-450 kg）
- セミコンサートグランドピアノ（全長約210から240 cm、重さ約400-500 kg）
- コンサートグランドピアノ（全長約240から308 cm、重さ約480-700 kg）

今日のグランドピアノの幅は一般的に150から158 cmである（音域が拡張された楽器を除く）。歴史的なグランドピアノは音域が狭く幅もはるかに狭い。
小型のグランドピアノに対する「ベビーグランドピアノ」という用語は、音楽がブルジョワジーにも次第に一般的となり楽器に需要が大きくなった19世紀に遡る。貴族階級の邸宅には長さ最大3 mのフォルテピアノを置くための十分な空間があったが、それより狭い一般市民の住宅にはなかった。そのため、旧式の長い楽器が切って短くされた。これは下部中音と低音における張弦の変化も必要とした。これにより音質の顕著な変化も生じた。しかしながら、より短い設計のグランドピアノはアクション、響板の形状、音の放射といった点でアップライトピアノとは異なる。今日の理解によれば、大型のグランドピアノを切って縮小したのではなく、新しく製造された最初のベビーグランドピアノは1865年にエルンスト・カプス・ピアノ・ファブリックAGによって製造された。
ベビーグランドピアノは音量ではより大きな響板を持つ大型ピアノに容易に上回られる。しかしながら、ベビーグランドピアノはアップライトピアノでは得ることができないグランドピアノの長所を保持している。音色の点でよいアップライトに勝るためには、グランドピアノの長さは170 cmを下回るべきではない。短いグランドピアノでは、低音における妥協が大き過ぎる（インハーモニシティが増大する）。現在、ベビーグランドピアノは大抵150 cmの長さで製造される。時折、低音弦が斜めに張られ、長さが128 cmを下回るグランドピアノを目にすることもあるが、これはスクエア・ピアノに近くなる。スクエア・ピアノは構造的・音色的な短所のため19世紀中頃から末に既に見放された。
特殊な設計のベビーグランドピアノに「ベル・グランドピアノ」がある。この名称はボディの形状が対称的な鐘（ベル）形であることに由来する。低音は中心に対して斜めに張られる。その形状のため、ベル・グランドピアノは部屋の隅に上手く設置することができる。音色的には、ベル・グランドピアノは非対称形のベビーグランドピアノと同じ制約を受けることになる。しかしながら、かつてはベル・グランドピアノと同じ対称的な配置のコンサートグランドピアノが存在した（ブリュートナー、19世紀）。
典型的な「コンサートグランド」は全長およそ270から285 cmである。スタインウェイDの全長は274 cmである。より大きなコンサートグランドピアノもある。ベーゼンドルファー・インペリアルは290 cm、ファツィオリF308は308 cmである。高級グランドピアノが巨大化するのは、インハーモニシティの影響を軽減するためである（弦が長いほど、不快な金属的響きが軽減される）。しかしながら、約3メートルのスチール弦にかかる高い張力を考えると、現在利用可能な素材の技術的限界に達している。
さらに大型のグランドピアノ（特注品となる米国のRubenstein社のモデルR-371は全長371 cm、重量1,100 kgになる）はこういった高い張力では製造できず、したがって、カーネギー・ホールといった大きなコンサートホールには適さない。そのスケールは音の飛びや十分な音量、パンチ力の欠如のため、今日の演奏会での使用には不向きである。それらの長所はより長い弦長による低いインハーモニシティにある。その結果、滑らかで丸い音が得られる。
コンサートグランドピアノの典型的な重さはおよそ550から600 kgである。最も一般的なステージグランドピアノであるスタインウェイD-274は今日の「コンサートグランド」では最も軽く、重さはわずか約480 kgである。ベーゼンドルファー・インペリアル290の様な非常に大きなグランドピアノは軽く600 kgを越える。スタインウェイの歴史の中で最も重い1880年頃の「センテニアルD」（今日のD-274の前身）の重さは大体700 kgであったと伝えられている。同程度の重量のモデルには690 kgのファツィオリF-308がある。コンクリート床以外へのこういった重いグランドピアノの設置には構造工学技術者への相談が賢明である。
コンサートグランドピアノは非常に大きな音量を得ることができる。非常に大きなホールでのピアノ協奏曲でもオーケストラ対しても自己を主張することが可能である。結局のところ、現在の標準的なサイズはおよそ3千人の聴衆を収容できるカーネギー・ホールの大きさために19世紀の終わりに設計された。今日、より大型のホール（ロンドンのロイヤル・アルバート・ホールは約8千人収容可能）においても、電子的な増幅なしにピアノ協奏曲が演奏される。その最大音量のため、コンサートグランドピアノは通常の設定では個人の生活空間には不向きなことが多い。しかしながら、これらはより穏やかなイントネーションやアクションの調製（軽いハンマーヘッド、梃子、パイロットの位置など）によって、音量が100平方メートル（30.3坪）以下の居間でも問題がないように改善することができる。
概して、およそ210から220 cmのセミコンサートグランドピアノが意欲的なピアニストの最も需要が高い楽器である。

## ペダル・グランドピアノ

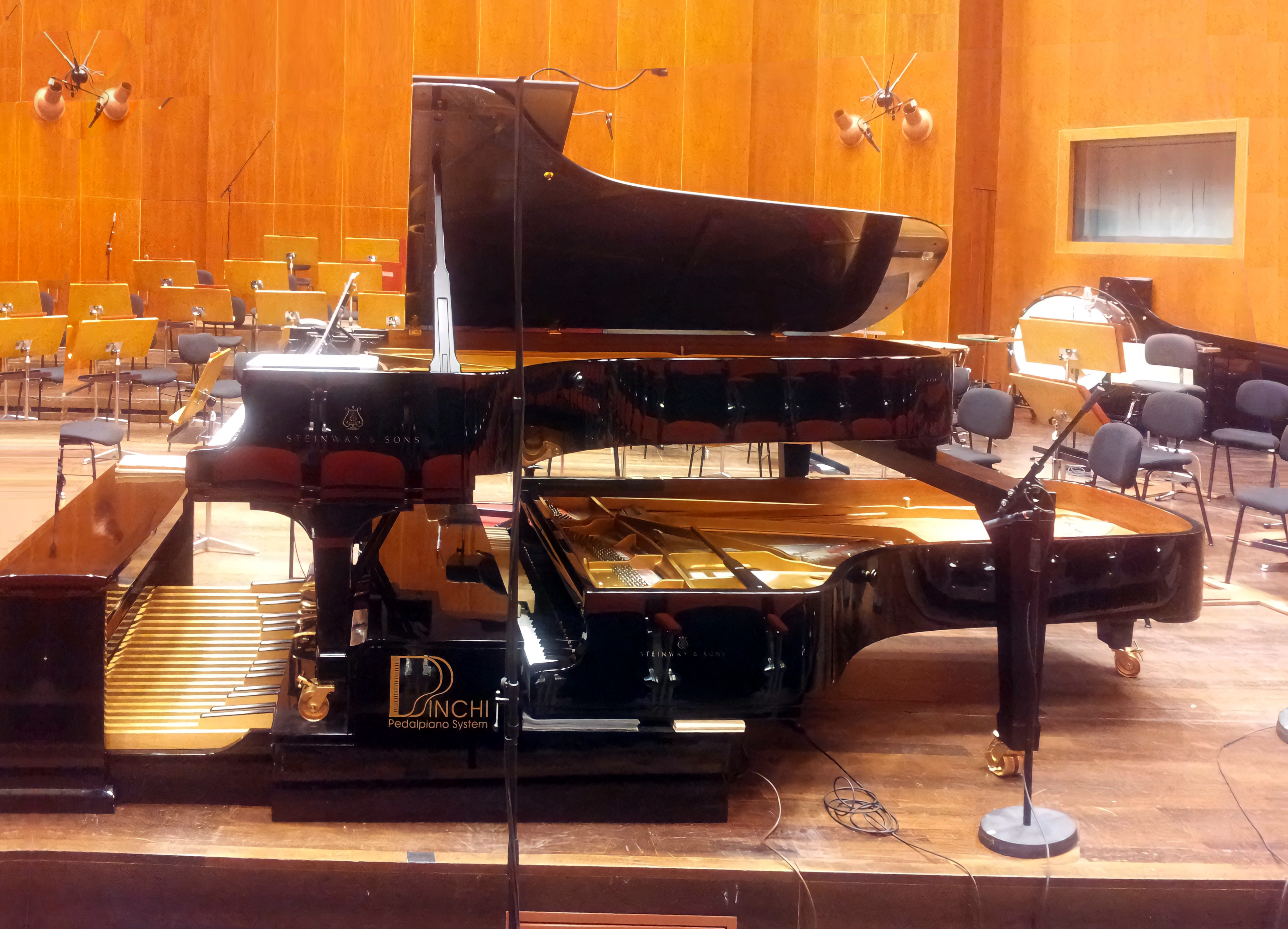
スタインウェイ製の2台のグランドピアノを用いたピンチペダルピアノシステム

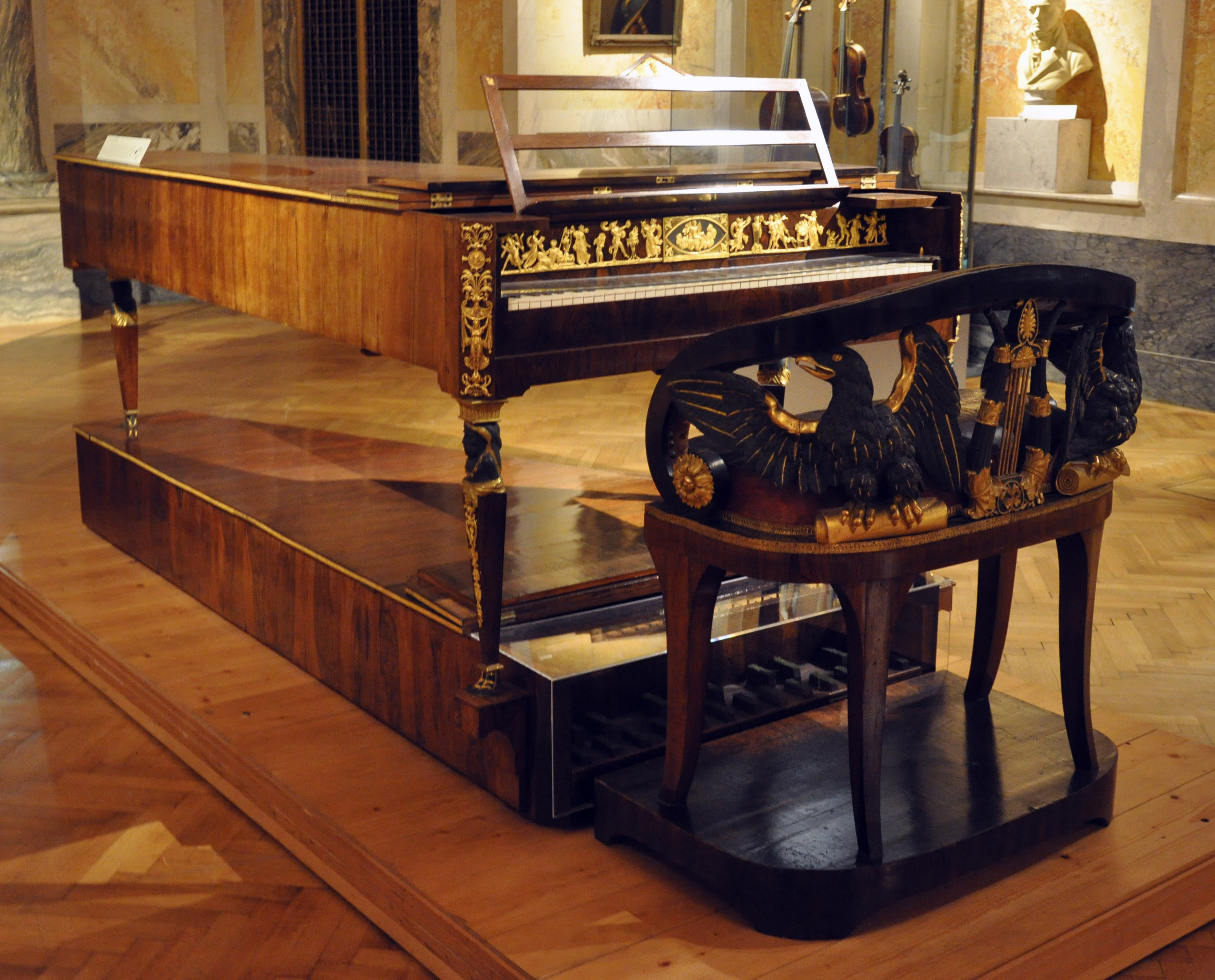
ヨーゼフ・ブロッドマンによるペダル・フォルテピアノ

特殊な形態のグランドピアノとしてペダル・グランドピアノがある。これは教会オルガンと似たペダル鍵盤を有している。これらの楽器やペダルを備えたチェンバロは主に、演奏者が教会に出向いたりふいご職人の助けを当てにしたりすることなく、オルガン音楽を練習するために使用された。しかしながら、ロベルト・シューマンといった一部の作曲家はペダル・グランドピアノのための作品も書いた。
ペダル・グランドピアノは2つの異なる独立した楽器から構成されるか、もしくは元のピアノのボディの下にペダルによって演奏される弦が組込まれる。また、ペダルが上部の通常のアクション機構に連結され、鍵盤が鳴らすのと同じ弦が鳴らされるモデルも存在する。

## 主なメーカー
有名なグランドピアノ製造業者（アルファベット順）。
- ボールドウィン
- ベヒシュタイン
- ブリュートナー
- ベーゼンドルファー
- ボルガート（英語版）（ペダル・グランドピアノ）
- ブロードウッド
- コラード&コラード
- エラール
- エストニア
- ファツィオリ
- フォイリッヒ
- アウグスト・フェルスター
- ガヴォー
- グロトリアン＝シュタインヴェーク
- イバッハ
- カプス
- カワイ
- カール・マント
- マンジョ（ドイツ語版）
- メイソン・アンド・ハムリン
- 珠江（パールリバー）
- ペトロフ
- プファイファー
- プレイエル
- ザウター
- シードマイヤー
- シンメル
- ザイラー
- シュタイングレーバー&ゼーネ
- スタインウェイ・アンド・サンズ
- ヤマハ
- 英昌（ヨンチャン）